# Aptos (lettertype)
Aptos is een schreefloos lettertype ontworpen door Steve Matteson voor Microsoft. Aptos volgt vanaf de zomer van 2023 Calibri op als standaardlettertype in de Microsoft Office-suite, wat sinds 2007 het standaardlettertype in deze software was.
Het lettertype is gekozen uit een set van in totaal vijf verschillende lettertypen die kandidaat waren gesteld om Calibri op te volgen: Bierstadt, Grandview, Seaford, Skeena, en Tenorite. Deze lettertypen waren beschikbaar gesteld in Microsoft Office, waarna Bierstadt werd gekozen en hernoemd werd naar Aptos.